# أمانيه (ألبوم)
أمانيه هو ثالث ألبوم للفنانة البنانية ديانا حداد، أُصدر الألبوم في عام 1998، ألبوم أمانيه كان رائعاً بكل ماتحمله الكلمة من معنى، يتميز الألبوم بإبراز العديد من الألوان والأنواع المختلفة من الموسيقى التي لم تعرضها ديانا من قبل
الالبوم يعتبر من أنجح واقوي الالبومات التي صدرت خلال التسعينات من القرن الماضي، الالبوم حقق الرقم الصعب وتجاوز المليون نسخة من حيث المبيعات، وتم ترجمة أغنية امانية للغات عديدة بعد نجاحهاً عربياً، وقدمت شركة الخيول منتجة الالبوم الأسطوانة للمرة الثالثة لتحقيق الالبوم مبيعات عالية جداً، وهي الاسطوانة الثالثة علي التوالي لحداد بعد الالبوم ساكن وياهل العشق.